# Asenovgrad
Asenovgrad (bulharsky Асеновград, dříve Stanimaka) je město na jihu centrální části Bulharska v Plovdivské oblasti. Je to největší město v pohoří Rodopy a největší město v zemi, které není centrem žádné z 28 oblastí. Jedná se o správní středisko stejnojmenné obštiny. Žije zde přibližně 59 tisíc obyvatel.

## Historie
Asenovgrad byl založen Thráky jako Stenimachos někdy kolem let 300-400 př. n. l. Později bylo město obsazeno jednotkami Římské republiky kvůli římské expanzi k Černému moři. Po dlouhém období míru bylo město v roce 251 zničeno Góty, ale později bylo přestavěno. Roku 395 bylo Římské impérium rozděleno na dvě části a město spadalo pod kontrolu Byzantské říše. Kolem roku 700 byl region zaplaven slovanskými kmeny, které začaly tvořit většinu populace.
Během válek mezi Byzantskou a Bulharskou říší se město stalo důležitou vojenskou pevností pro bulharské vládce. Vzhledem ke zhoršení vztahů s Latinským císařstvím, se v roce 1230 car Ivan Asen II. rozhodl posílit místní pevnost Stanimaka, proto bylo v roce 1934 město pojmenováno po něm. Poté, co bylo Bulharsko dobyto Osmanskou říší, tak se ve městě usídlilo mnoho Romů a Turků, kteří v současnosti tvoří 15% populace obštiny.

## Asenovská pevnost
Asenovská pevnost se nachází v pohoří Rodopy, asi 2 kilometry od města.
Pevnost existovala již v době Thráků a ve středověku sloužila jako důležitý strategický bod. Je pojmenována podle krále Ivana Asena II. Jediná zcela zachovaná budova v komplexu je kostel Sveta Bogorodica Petrička.
Po celkové rekonstrukci v roce 1991 se tento kostel využívá jako pravoslavný chrám. Pevnost se řadí mezi 100 nejlepších národních turistických pamětihodností Bulharska a je celoročně otevřená pro návštěvníky, kteří sem chodí fotografovat, relaxovat a užívat si krásný výhled.

## Paleontologické muzeum
Městské paleontologické muzeum je přidruženo k Bulharskému národnímu přírodopisnému muzeu. Bylo založeno v roce 1990 a vlastní jednu z největších paleontologických sbírek v zemi. Do sbírky patří například smilodon, metailurus, deinotherium, indarctos a další.

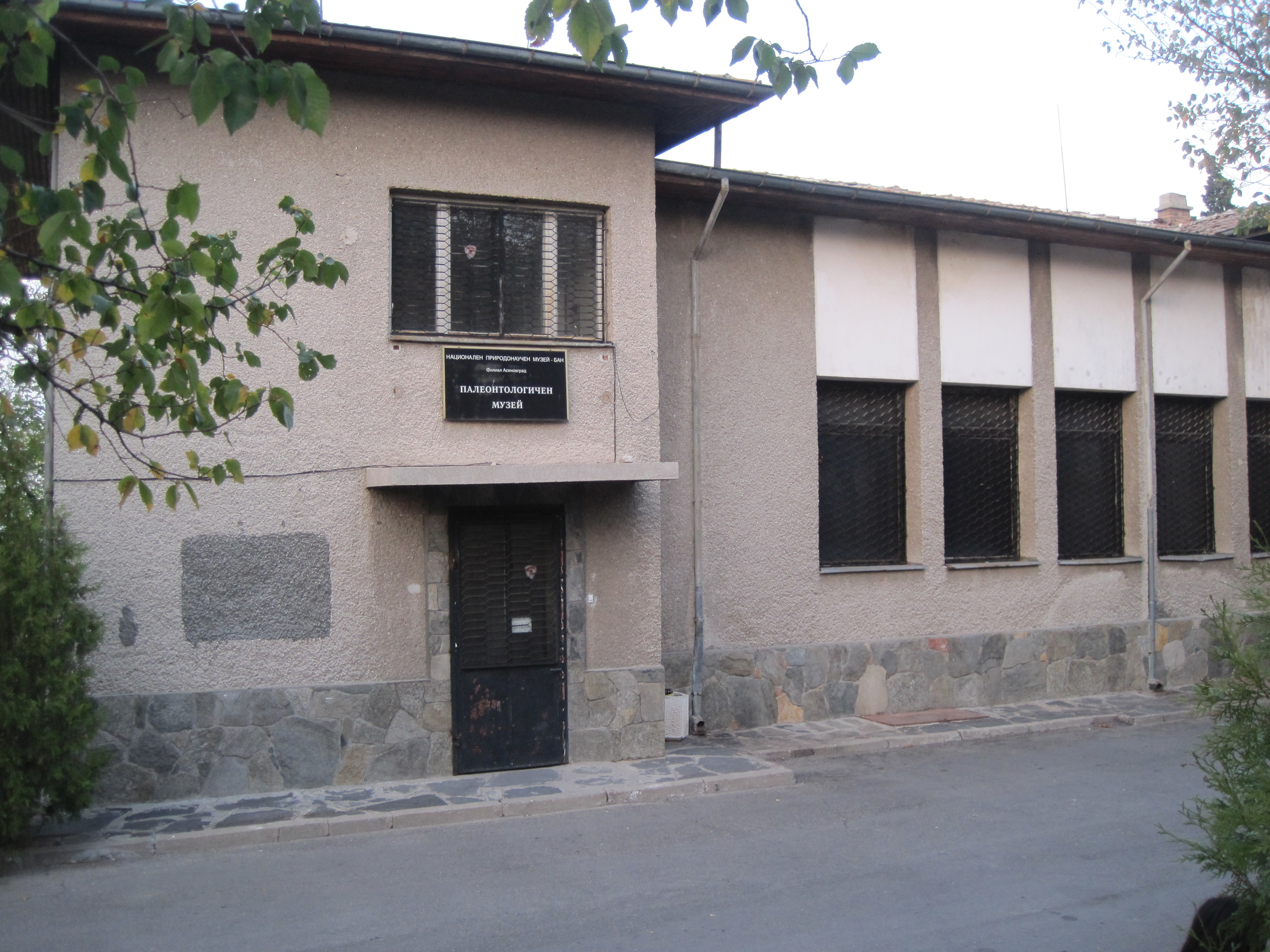
Budova muzea
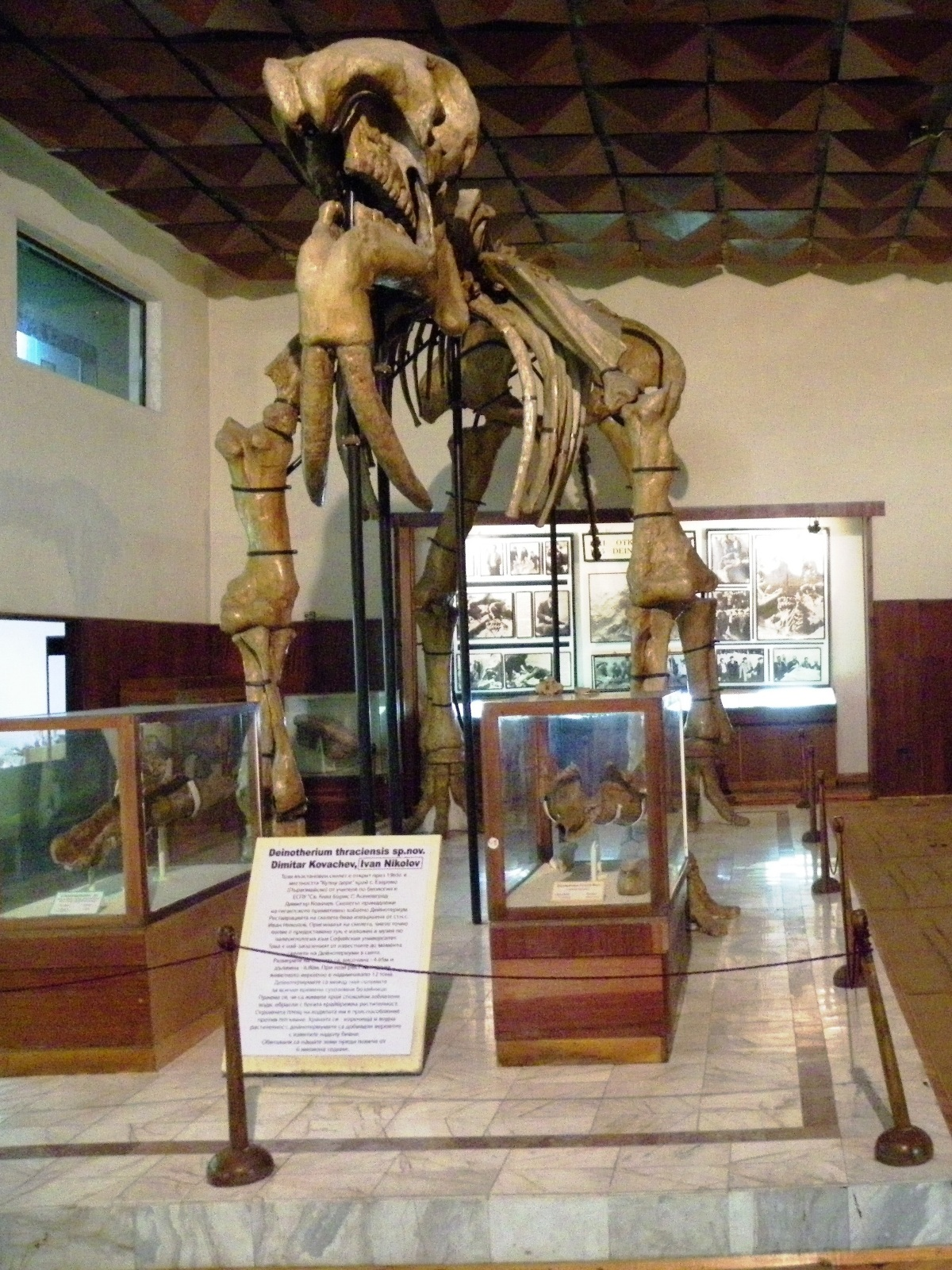
Deinotherium
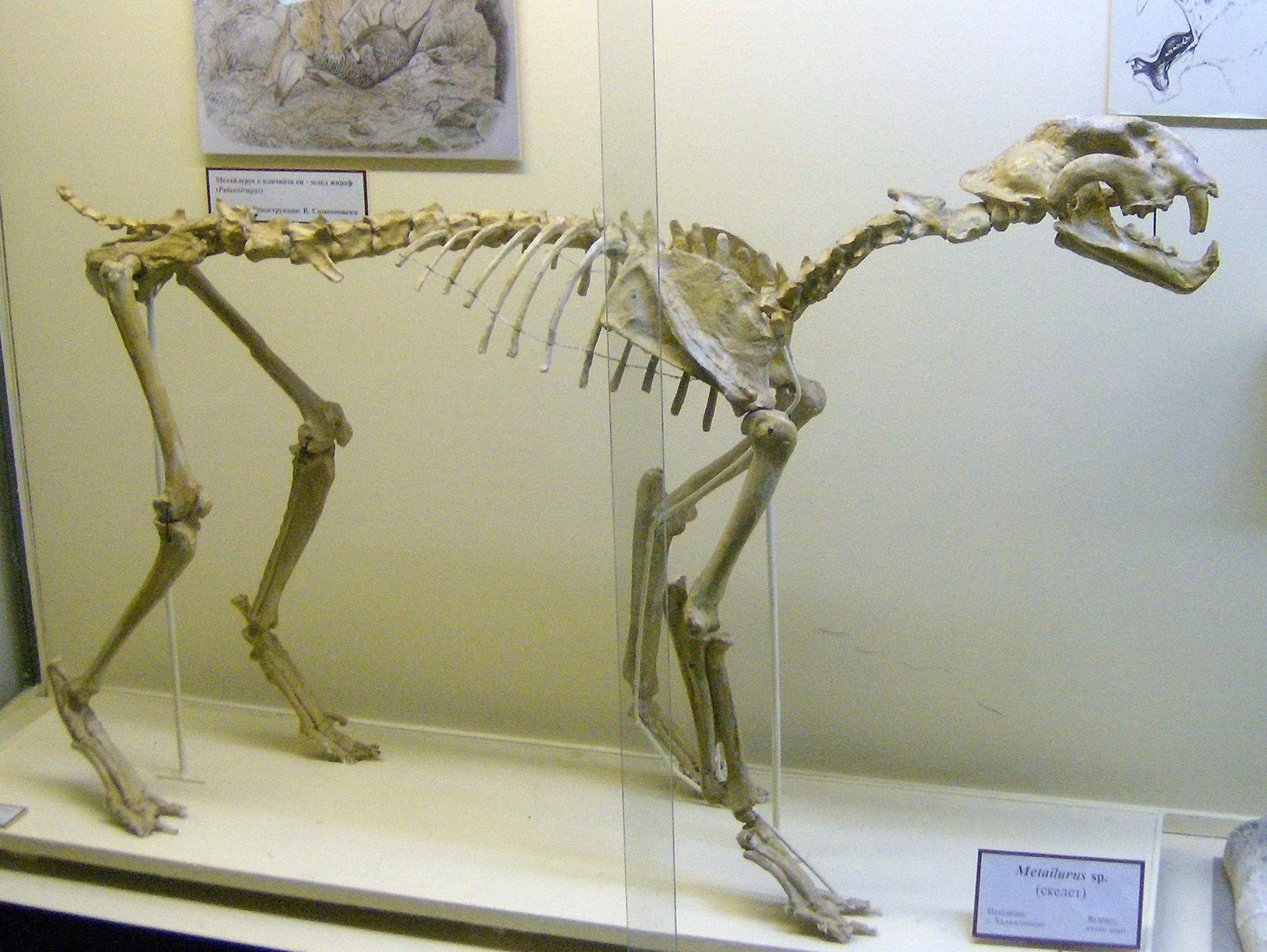
Metailurus
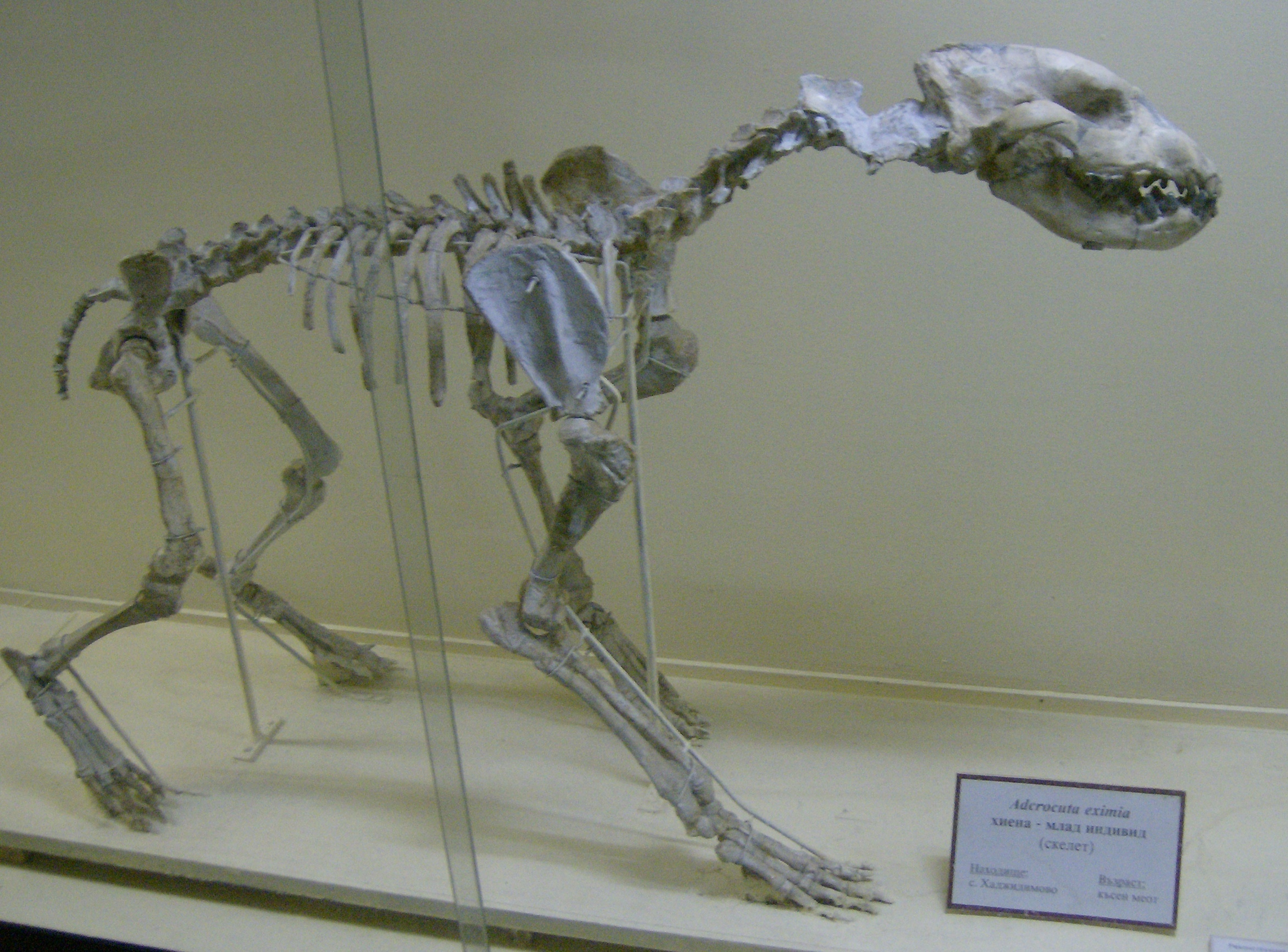
Adcrocuta eximia

## Obyvatelstvo
K 15. září 2024 ve městě žilo 50 788 obyvatel a bylo zde trvale hlášeno 59 030obyvatel.

### Národnostní složení
Podle sčítání 1. února 2011 bylo národnostní složení následující:
- Bulhaři: 36 105 (79.2 %)
- Turci: 8 744 (19.2 %)
- Romové: 199 (0.4 %)
- ostatní: 514 (1.1 %)

### Vývoj počtu obyvatel
Údaje do roku 2011 dle Národního statistického úřadu a z roku 2021 podle sčítání 7. září 2021.

## Fotogalerie

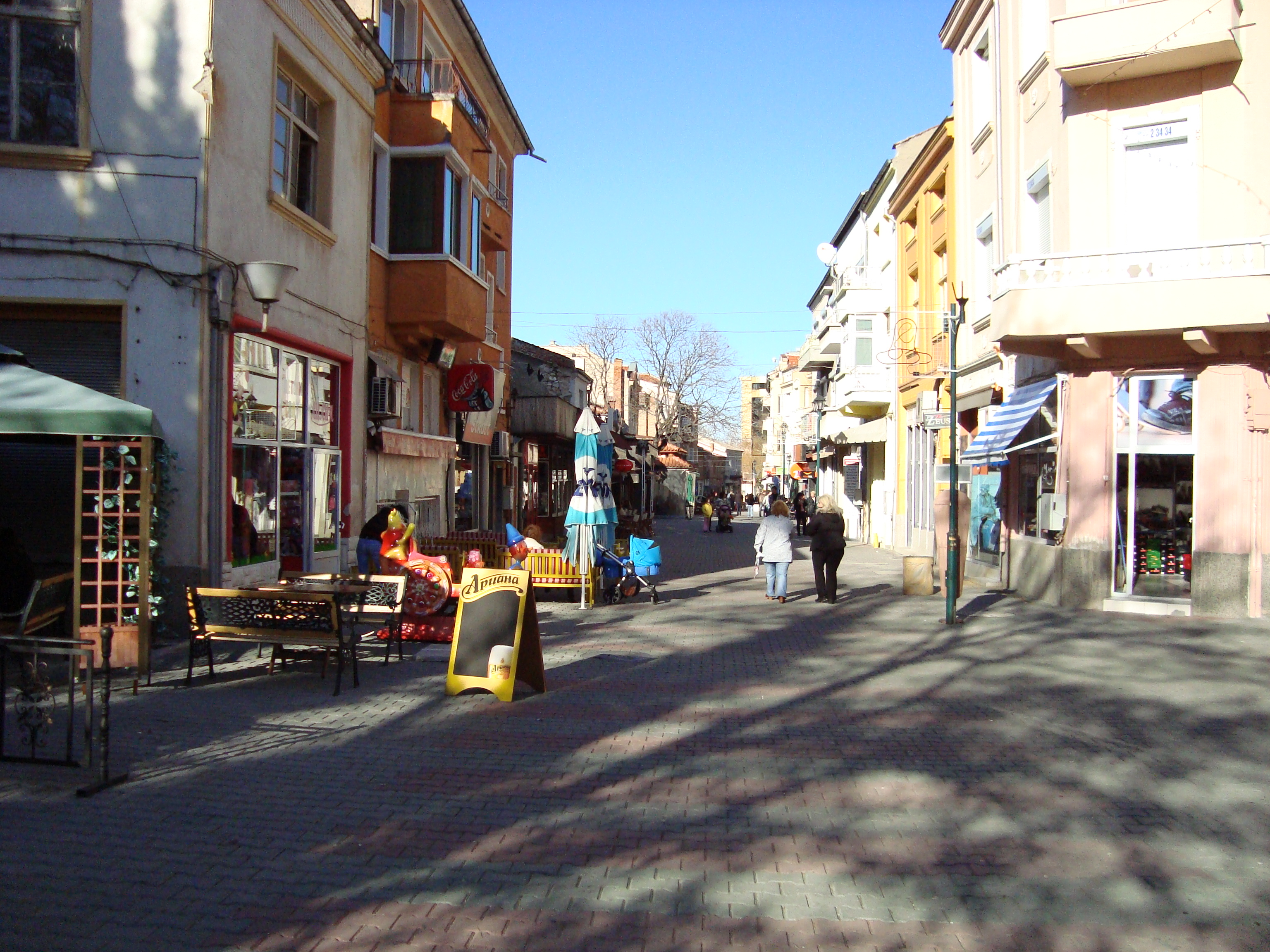
Centrum města
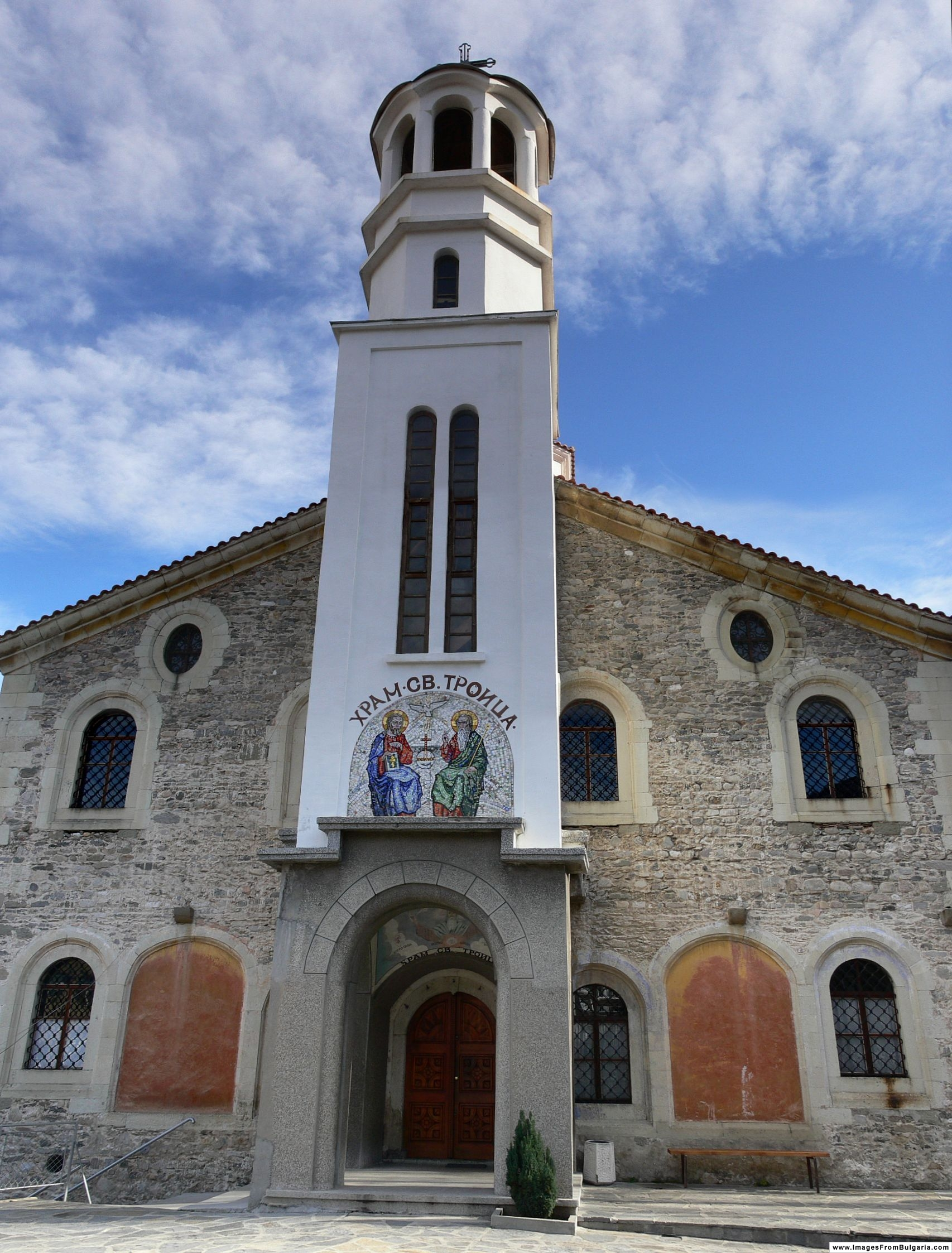
Chrám Svaté trojice
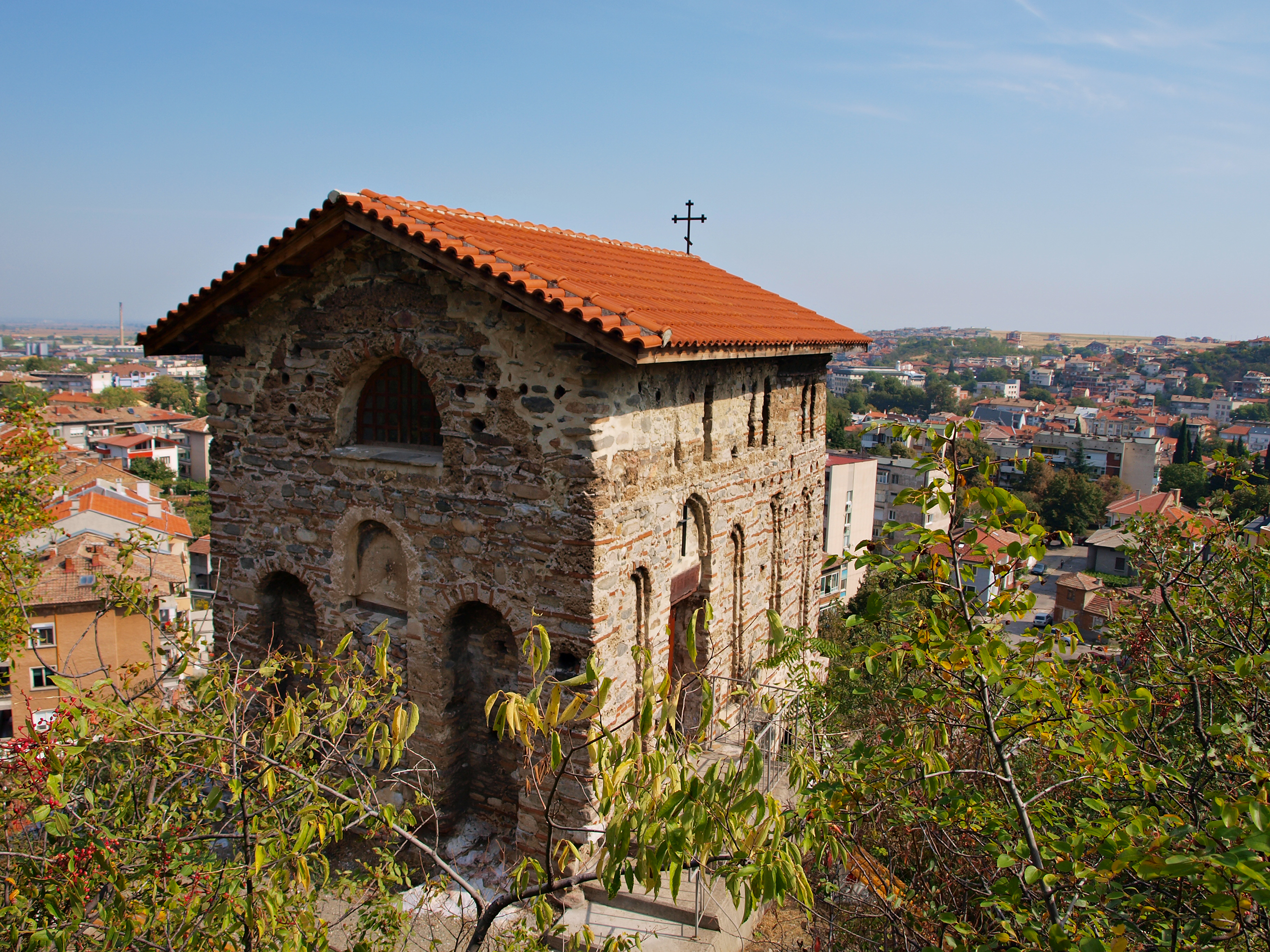
Kostel sv. Jana Křtitele
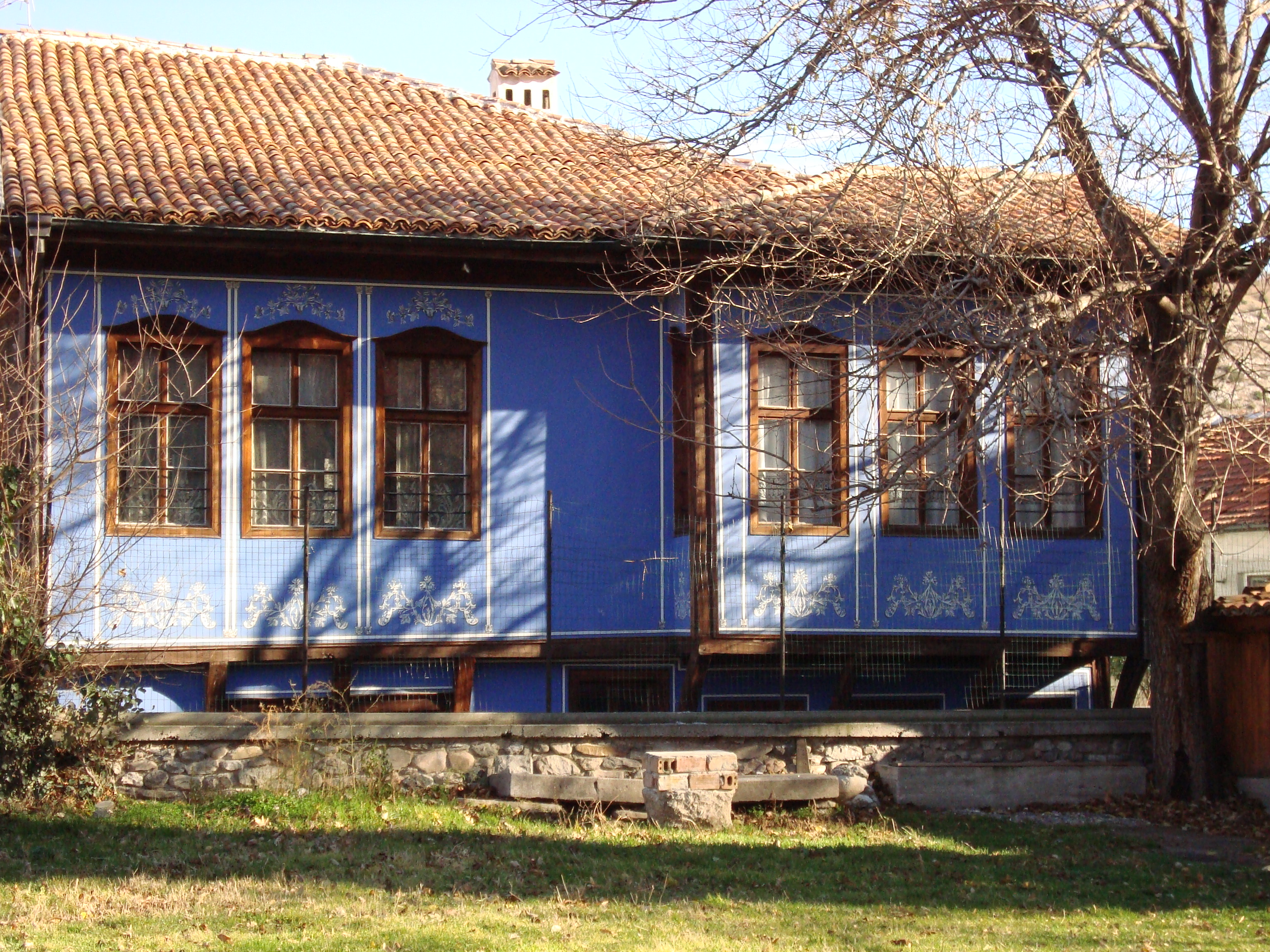
Etnografické muzeum
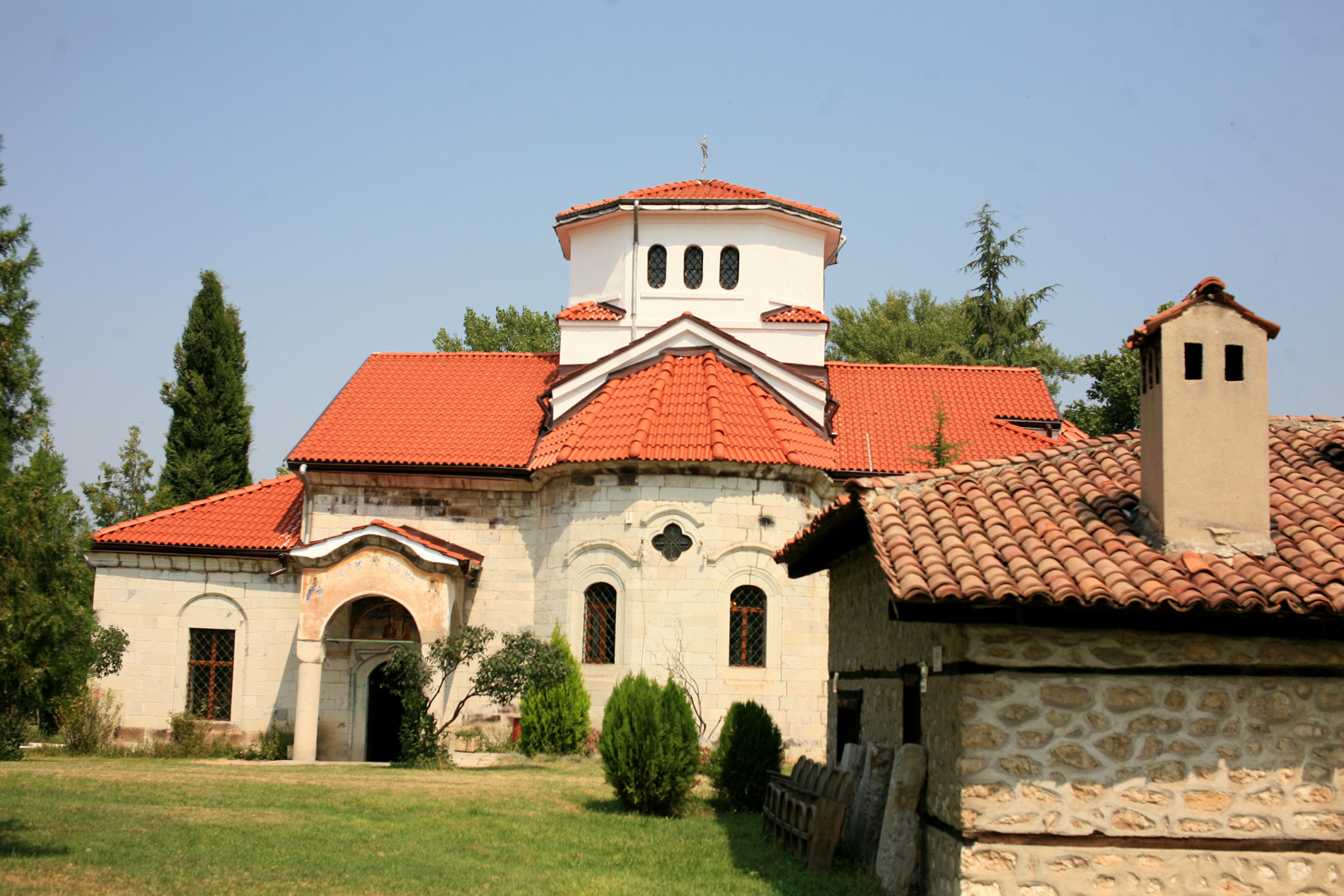
Arapovský klášter
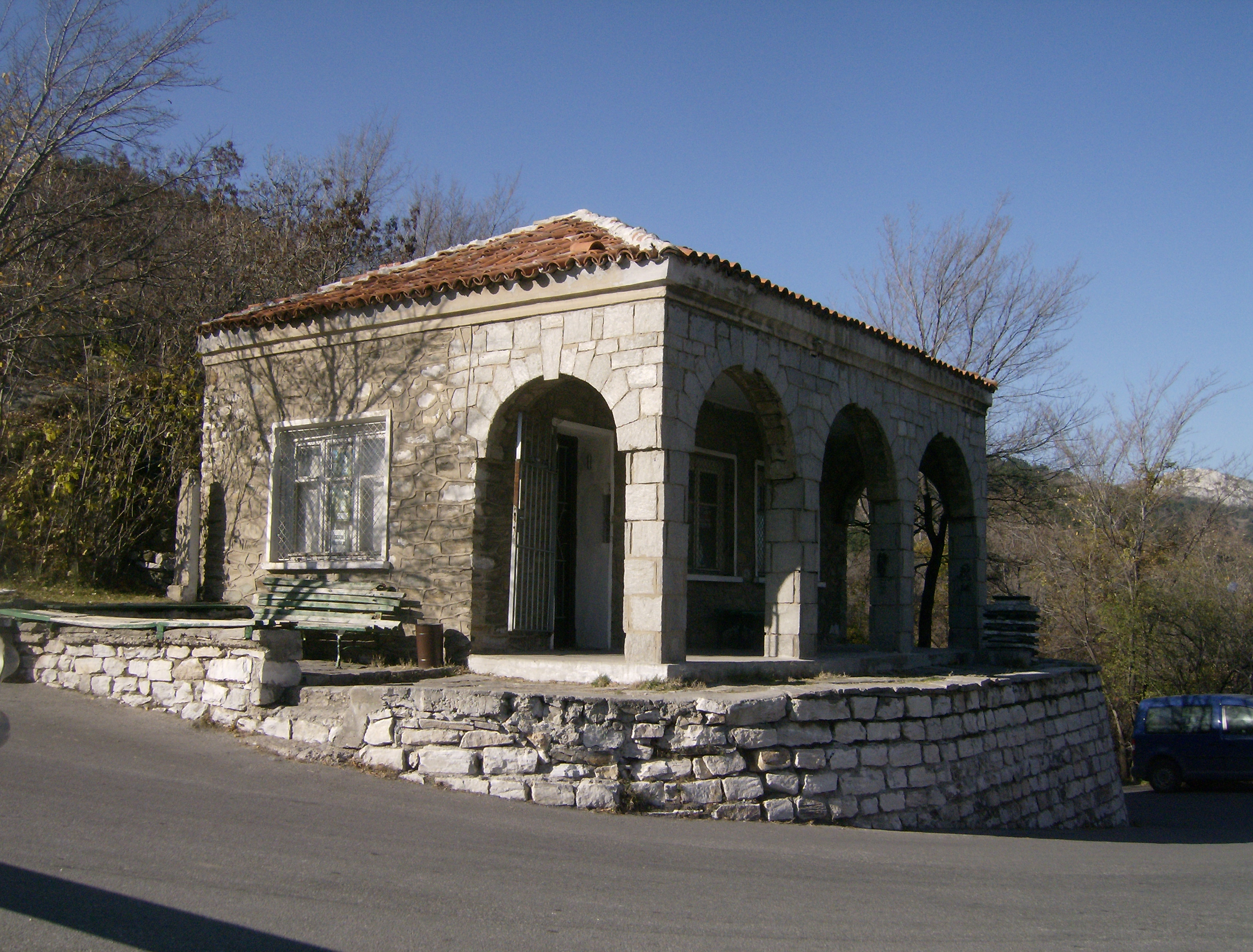
Muzeum Asenovské pevnosti
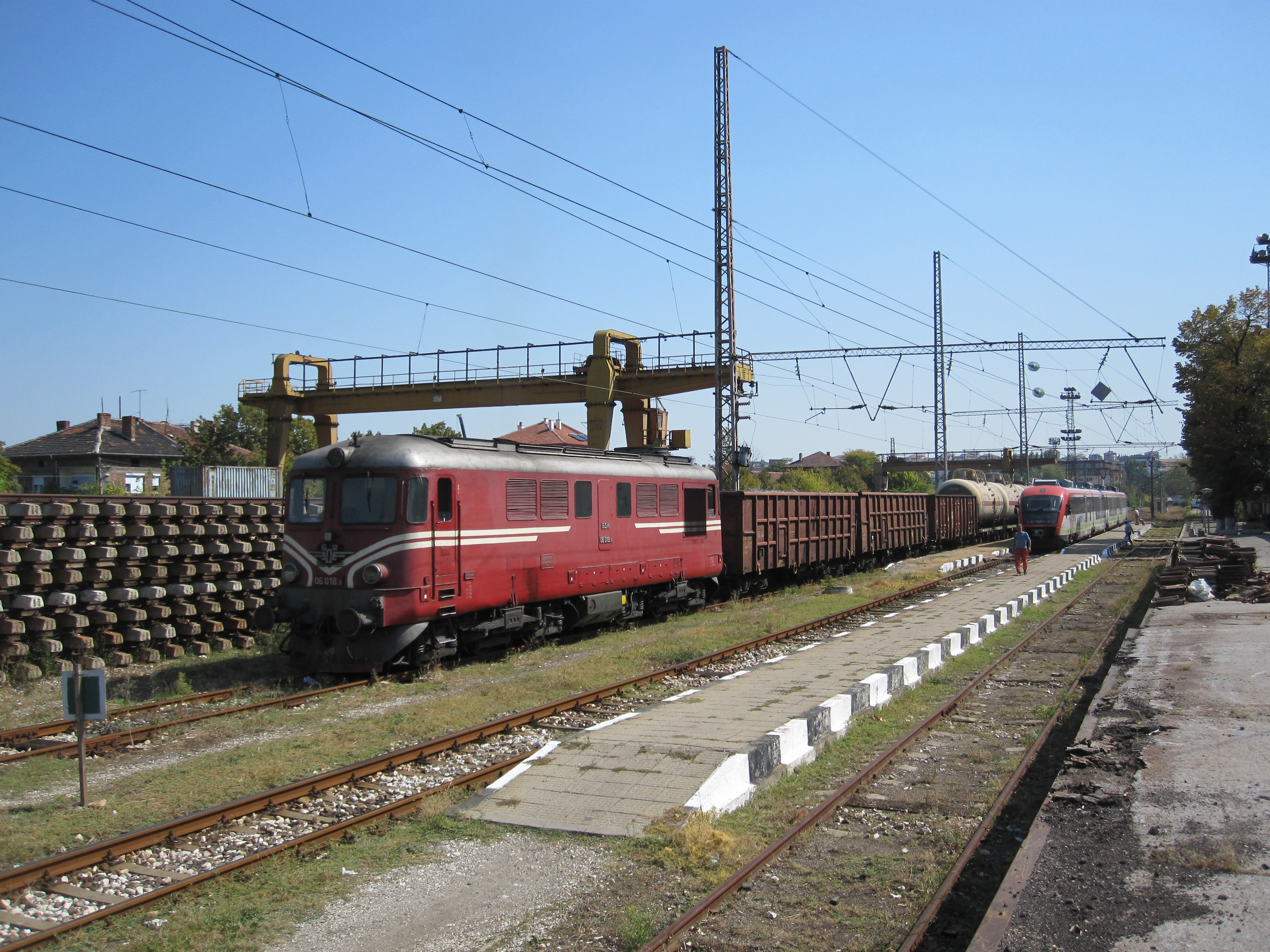
Místní nádraží
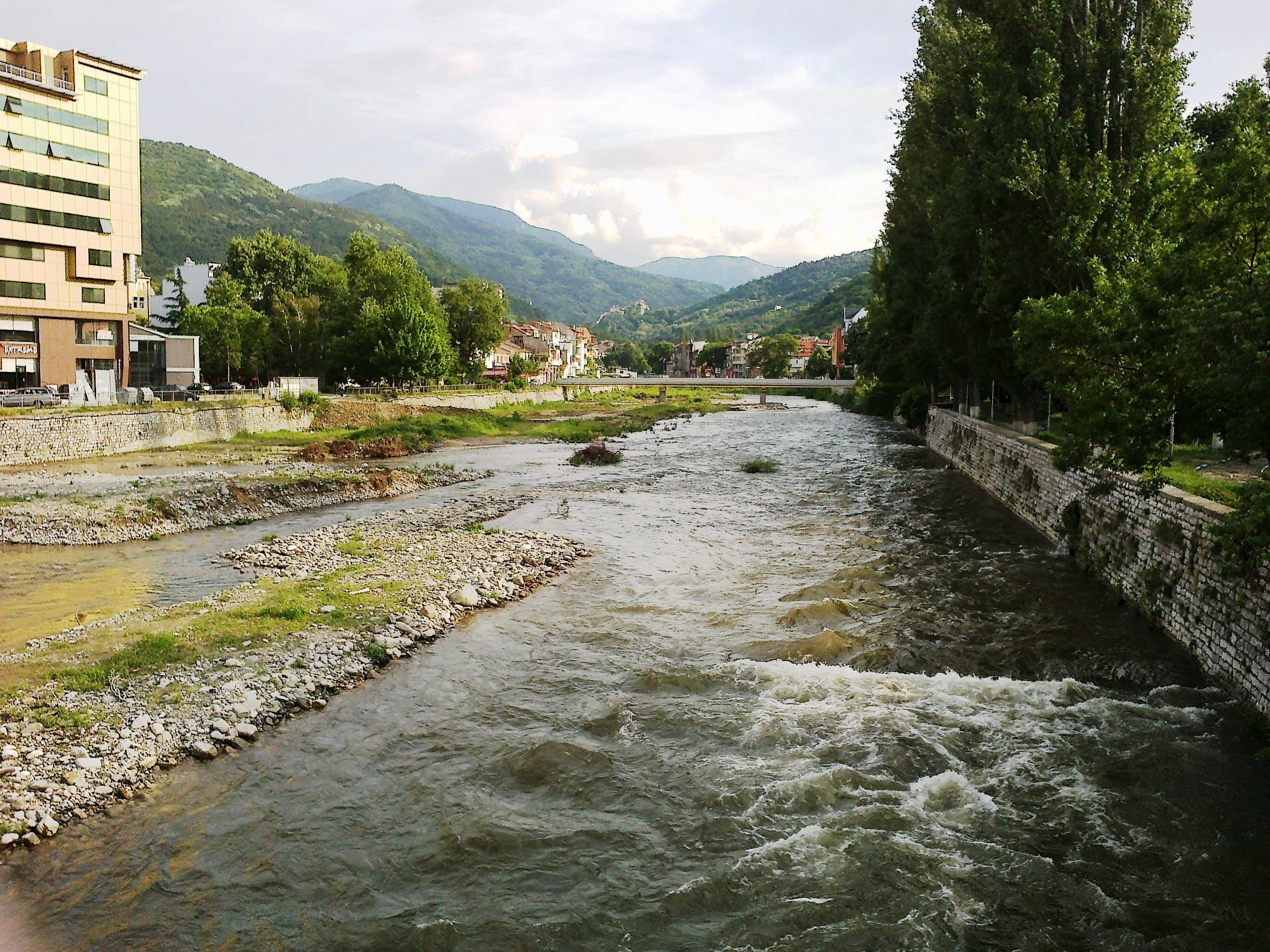
Řeka Čaja
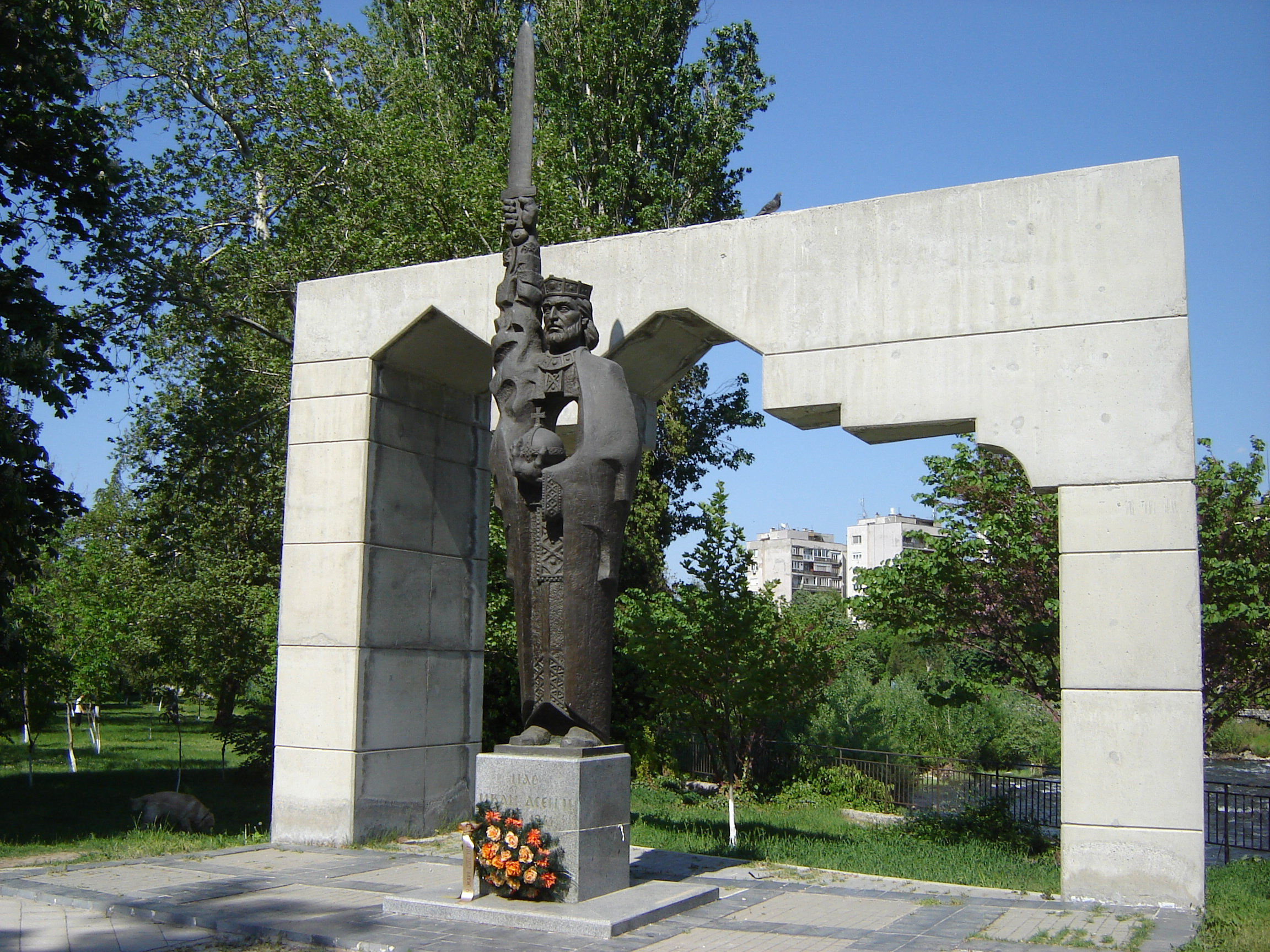
Památník Ivana Asena II.
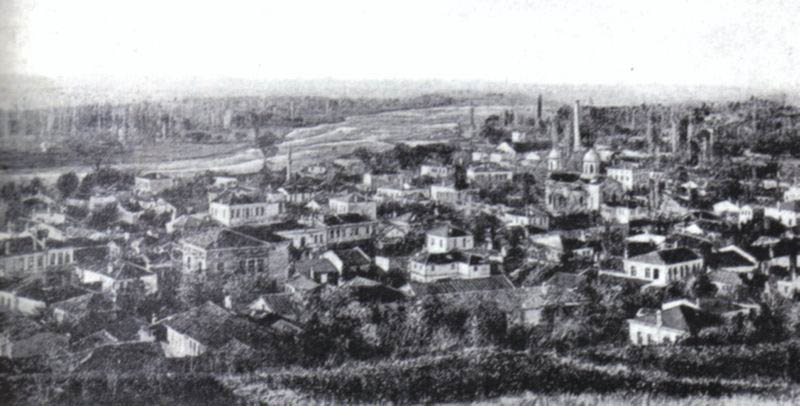
Stanimaka v roce 1900
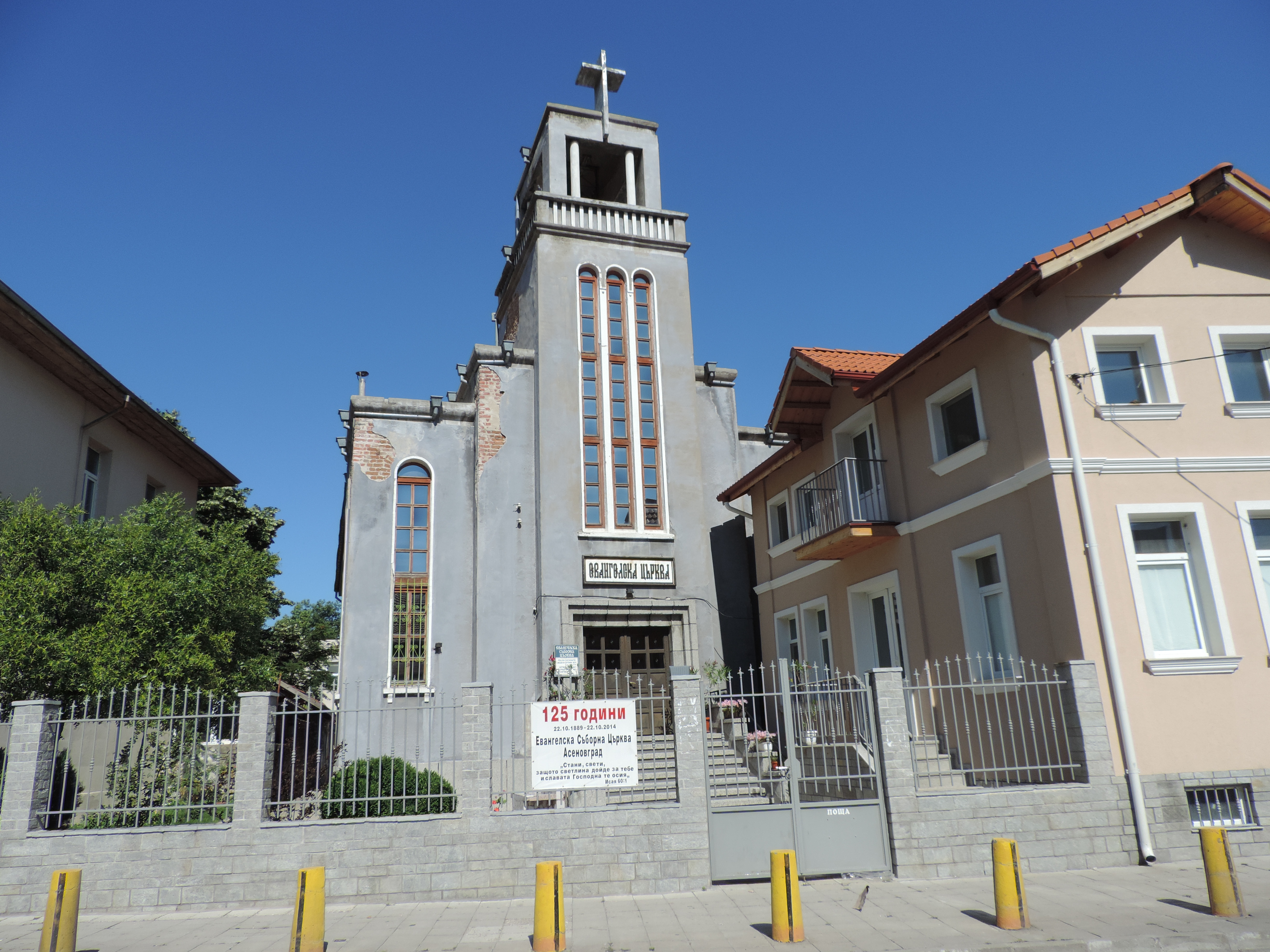
Evangelický kostel
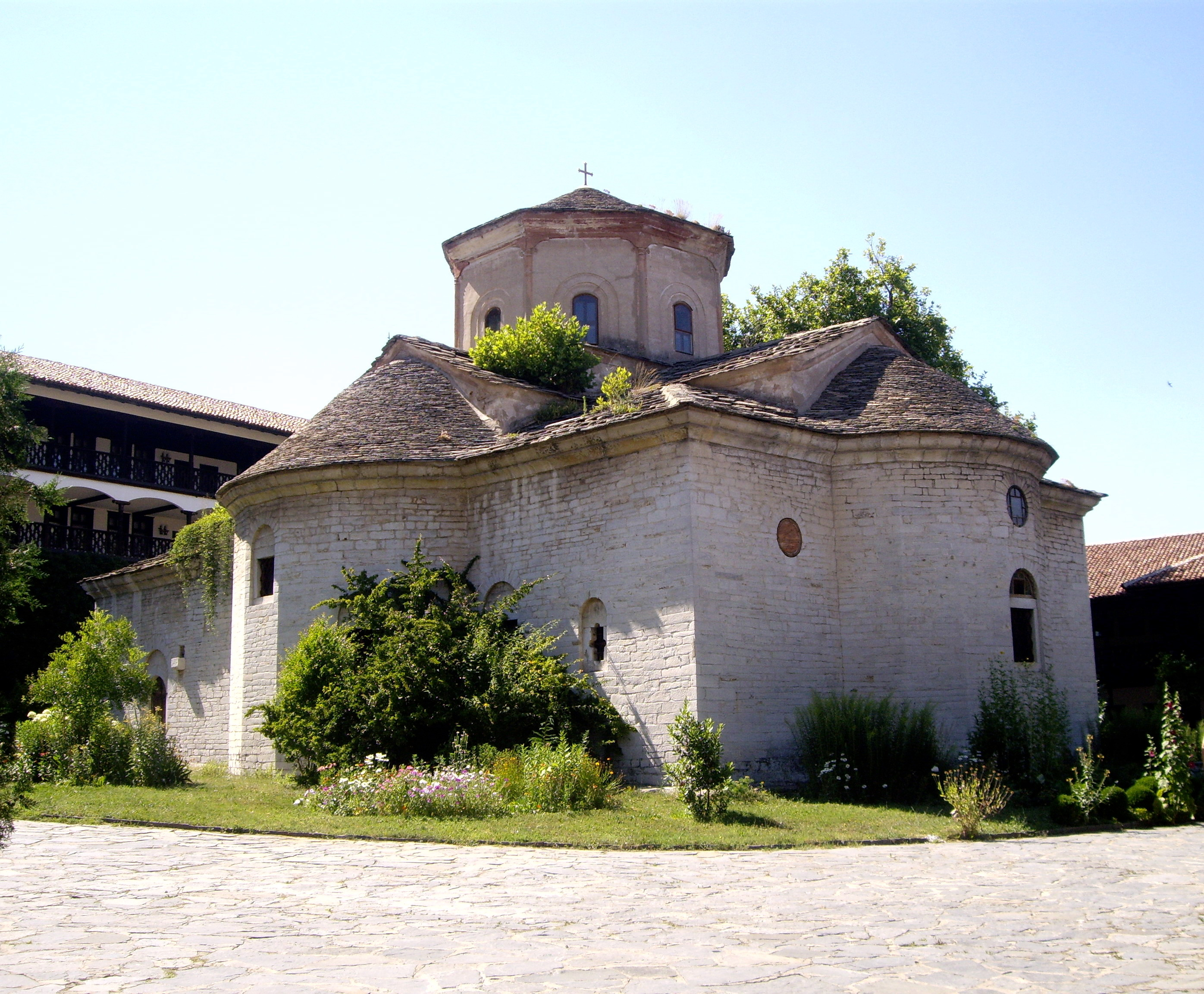
Klášter Gorni Voden

## Partnerská města
- Pergamon, Turecko
- Nausa, Řecko
- Kilkis, Řecko
- Prilep, Severní Makedonie
- Staryj Oskol, Rusko